# Mycetophila distincta
Mycetophila distincta är en tvåvingeart som beskrevs av Freeman 1951. Mycetophila distincta ingår i släktet Mycetophila och familjen svampmyggor. Inga underarter finns listade i Catalogue of Life.